# 헤르만 하켄

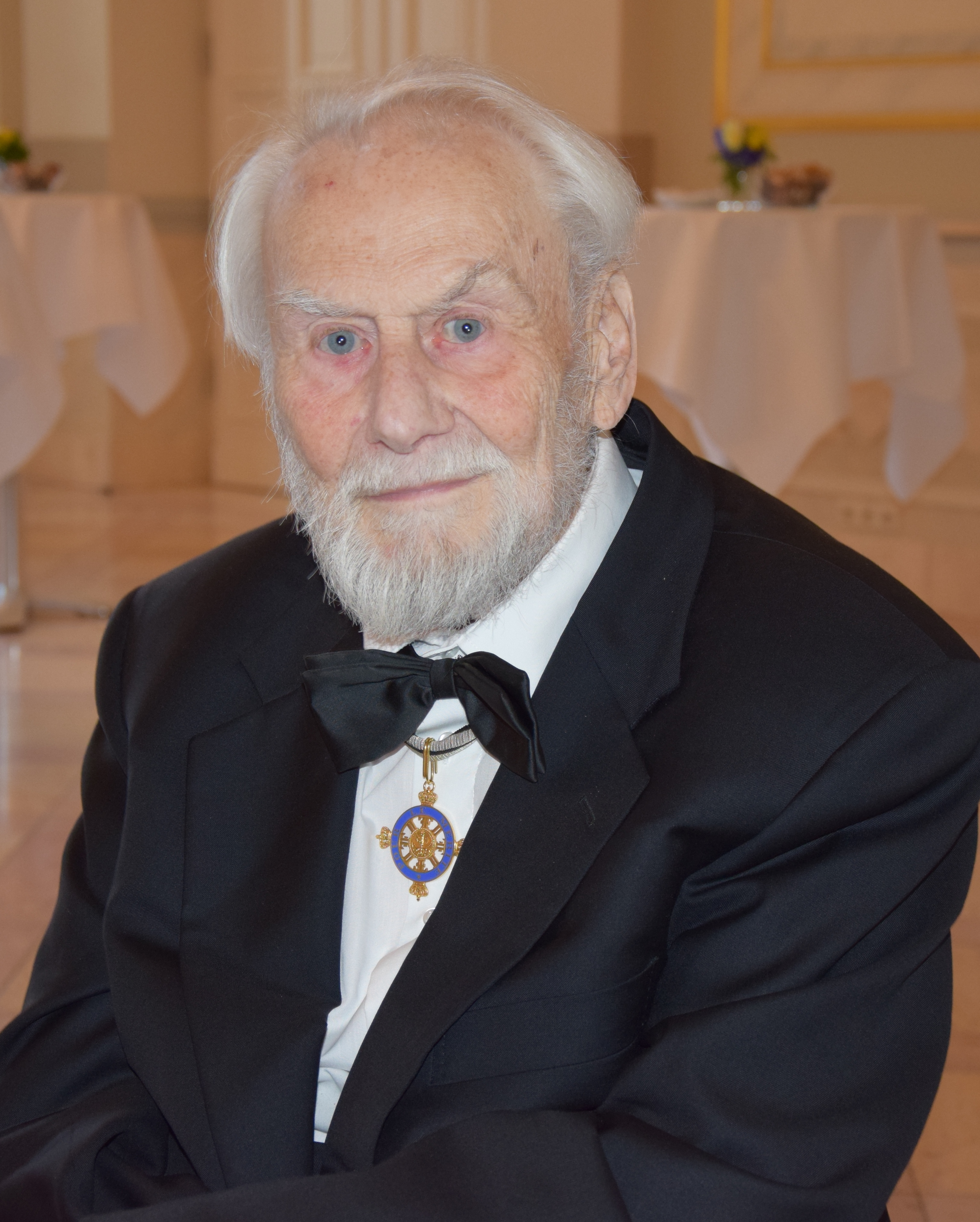

헤르만 하켄(Hermann Haken, 1927년 7월 12일 ~ 2024년 8월 14일)은 독일의 물리학자이자 슈투트가르트 대학교 이론물리학 명예교수였다. 시너지학의 창시자이자 양자역학적 레이저 이론의 "아버지" 중 한 명으로 알려져 있다. 4색 정리를 증명한 수학자 볼프강 하켄(Wolfgang Haken)의 사촌이다. 막스 플랑크의 박사과정 학생이었던 베르너 하켄(Werner Haken)의 조카였다.